# 198 (liczba)
198 (sto dziewięćdziesiąt osiem) – liczba naturalna następująca po 197 i poprzedzająca 199.

## W matematyce
- 198 jest liczbą Harshada[1]
- 198 jest liczbą praktyczną[2]
- 198 nie jest liczbą palindromiczną, czyli liczbą czytana w obu kierunkach, w pozycyjnych systemach liczbowych od bazy 2 do bazy 16
- 198 należy do siedmiu trójek pitagorejskich (40, 198, 202), (198, 264, 330), (198, 336, 390), (198, 880, 902), (198, 1080, 1098), (198, 3264, 3270), (198, 9800, 9802).

## W nauce
- liczba atomowa unennoctium (niezsyntetyzowany pierwiastek chemiczny)
- galaktyka NGC 198
- planetoida (198) Ampella
- kometa krótkookresowa 198P/ODAS

## W kalendarzu
198. dniem w roku jest 17 lipca (w latach przestępnych jest to 16 lipca). Zobacz też co wydarzyło się w roku 198, oraz w roku 198 p.n.e.